# José Manuel García-Margallo y Marfil
José Manuel García-Margallo Marfil (Madrid, 1944) és un advocat i polític espanyol, que va ser ministre d'Afers Exteriors i de Cooperació del Govern d'Espanya.

## Biografia
Llicenciat en Dret i Economia per la Universitat de Deusto el 1965, va obtenir un màster de legislació tributària a la Universitat Harvard i és Inspector de Finances de l'Estat des del 1968. El 1973 fou secretari general tècnic del Ministeri d'Economia i Hisenda d'Espanya i representant d'Espanya a l'OCDE. Ha estat professor d'harmonització Comunitària al Màster de Comunitats Europees.

### Activitat política
S'inicià en política ja de jove, militant a les Juventudes Monárquicas Españolas (JME) des del 1960. El 1975 fou un dels fundadors de la Federación de Estudios Independientes (FEDISA), associació de caràcter polític dirigida per Manuel Fraga Iribarne, i el 1976 fou un dels caps del Partit Popular. De 1977 a 1979 ocupà el càrrec de Director General de Desenvolupament Comunitari del Ministeri de Cultura d'Espanya (1977-1979) i fou diputat per Melilla per la Unió de Centre Democràtic a les eleccions generals espanyoles de 1979, essent secretari general del Grup Parlamentari Centrista.
No va revalidar l'acta de diputat i aleshores es passà a Partit Demòcrata Popular (després integrat en el Partit Popular), amb el qual fou elegit diputat per la província de València a les eleccions generals espanyoles de 1986, 1989 i 1993, on ha estat portaveu d'economia i hisenda. El 1994 va dimitir del seu escó, on fou substituït per Vicente Antonio Martínez-Pujalte López, per a presentar-se amb el Partit Popular Europeu a les eleccions al Parlament Europeu, on ha estat vicepresident de la Subcomissió d'Afers Monetaris (1994-1999) i de la Comissió d'Afers Econòmics i Monetaris (1999-2004).

### Entrada al Govern de Rajoy (2011)
Amb la victòria del Partit Popular a les eleccions generals del 20 de novembre de 2011 i l'assumpció de la presidència del Govern per part de Mariano Rajoy Brey, García-Margallo va ser nomenat, per aquest, ministre d'Afers Exteriors i Cooperació del Govern espanyol a la X Legislatura. Fou un dels interlocutors amb el govern de la Generalitat de Catalunya en relació al procés independentista català. Un cop deixat el càrrec, va reconèixer que el govern espanyols devia diversos favors a altres governs europeus per les seves declaracions en contra del procés. Es preveu que durant el 2017 publiqui un llibre on s'expliquen els seus anys al govern.